# Gare de Château-Gontier
La gare de Château-Gontier est une gare ferroviaire française sur une portion fermée de la ligne de Sablé à Montoir-de-Bretagne, située sur le territoire de la commune de Château-Gontier, dans le département de la Mayenne en région Pays de la Loire.

## Situation
Établie à 43 mètres d'altitude, la gare de Château-Gontier est située au point kilométrique (PK) 289,866 de la ligne de Sablé à Montoir-de-Bretagne, entre les gares de Chemazé et de Segré.

## Histoire

### Contexte historique
Au milieu du XIXe siècle, Château-Gontier, commune stratégique du Haut-Anjou, s’évertue à s’intégrer au réseau ferroviaire en pleine expansion afin de dynamiser son économie, fondée sur le négoce des céréales, des bestiaux et des denrées industrielles. En 1861, le maire Alexandre-Jean Fournier instaure une commission chargée de promouvoir un projet de ligne ferrée reliant Sablé-sur-Sarthe à Château-Gontier. Ces démarches conduisent à la signature d’une convention, le 4 juillet 1868, entre le ministre des Travaux publics et la Compagnie des chemins de fer de l’Ouest, ratifiée par un décret impérial.

### Ouverture et développement
La gare de Château-Gontier est officiellement mise en service le 25 décembre 1876, marquant l’inauguration de la ligne Sablé-sur-Sarthe–Château-Gontier, d’une longueur de trente-quatre kilomètres. Exploitée par la Compagnie des chemins de fer de l’Ouest, cette artère ferrée, à voie unique, acquiert rapidement une importance notable avec son prolongement vers Segré dès le 1er octobre 1877, puis vers Châteaubriant le 23 décembre de la même année. Une seconde ligne, reliant Laval à Château-Gontier via Longuefuye, vient s’y greffer le 15 novembre 1878, consolidant ainsi son statut de carrefour ferroviaire régional. Durant les années 1880, l’activité de la gare atteint son apogée, avec pas moins de trente-neuf convois voyageurs par jour. Elle joue un rôle prépondérant dans le transport des denrées (céréales, toiles, chaux, ardoises) et draine une foule bigarrée, particulièrement lors des marchés locaux et de la foire de la mi-Carême. Le quartier avoisinant, encore peu urbanisé à cette époque, se mue progressivement en un faubourg animé, où éclosent des villas au style balnéaire, œuvres de l’architecte Fernand Hélain, ainsi que des auberges, estaminets et autres débits de boisson.

### Déclin et fermeture du trafic voyageurs
Dès les années 1950, le trafic ferroviaire périclite face à la concurrence croissante de l’automobile. La ligne Sablé–Châteaubriant, frappée par cette désaffection progressive, voit son service voyageurs supprimé le 3 mars 1969, scellant ainsi la fin des circulations régulières à Château-Gontier. Bien que le transport des marchandises se maintînt quelque temps, la ligne fut peu à peu déclassée : le tronçon reliant Château-Gontier à Segré cessa toute activité le 25 septembre 1994, tandis que la section entre Segré et Châteaubriant fut officiellement déclassée en 2001. Le guichet SNCF de la gare ferma ses portes définitivement le 24 décembre 2010, mettant un terme à toute vente de titres de transport. De facto, l’édifice ne reçoit plus aucun train de voyageurs, bien que des services de cars régionaux, à l’instar de la ligne 401 B reliant Château-Gontier à Angers, aient pris le relais pour assurer la desserte.

### Renaissance du fret et reconversion
En avril 2013, une plateforme de transport combiné rail-route fut inaugurée afin d’acheminer des produits laitiers vers Vénissieux et Miramas. Toutefois, cette entreprise prit fin en 2016, à la suite de la liquidation judiciaire de l’opérateur Combiwest. Néanmoins, des entreprises locales, telles que Séché Environnement et Maisonneuve, perpétuent l’exploitation de la ligne Sablé–Château-Gontier pour le transport de déchets industriels et d’acier, conférant ainsi une certaine pérennité à cette infrastructure. Au mois de février 2024, un chantier d’envergure, doté d’un budget de 33,73 millions d’euros, permit la réhabilitation de cette voie ferrée. Dès le 3 février 2024, un convoi chargé de ballast y fut accueilli, marquant ainsi la renaissance de cette ligne.
En septembre 2021, la municipalité de Château-Gontier acquiert l’édifice de la gare auprès de la SNCF pour la somme de 100 000 euros, dans l’intention de le réaffecter en un espace collectif accessible aux habitants. À l’issue de travaux de restauration, le niveau inférieur est voué à l’organisation de manifestations associatives et culturelles, tandis que l’étage, jadis occupé par le logis du chef de gare, pourrait être reconverti en habitat social ou en hébergement d’urgence.